# 雲南總督
雲南總督，明朝正統年間設立的一個臨時總督職位，其目的是爲了鎮壓雲南麓川土官起事。

## 概述
- 正統六年設立，轄區包括雲南全境，王骥擔任總督[1]。
- 正統七年五月罷，八月恢復設置。
- 正統九年罷。
- 正統十三年恢復。
- 正統十四年，王骥斬殺思任发、逮捕思机发而徹底平叛，此職位撤銷。
- 清朝的雲南總督參見雲貴總督。